# Virus de Yezo
Orthonairovirus yezoense
Espèce
Orthonairovirus yezoense, aussi appelé virus de Yezo ou virus Yezo (YEZV), est un virus de la famille des Nairoviridae. C'est un virus à ARN monocaténaire de polarité négative transmis par les tiques à l'humain, qui a été identifié en 2019 sur l'île d'Hokkaidō. On le trouve chez 3 espèces locales de tiques : par ordre décroissant, Haemaphysalis megaspinosa, Ixodes ovatus, Ixodes persulcatus.
Il est phylogénétiquement proche du virus de Sulina,, identifié chez des tiques Ixodes ricinus de Roumanie ou d'Ouzbékistan. Le virus appartient au genre Orthonairovirus dont on connait 4 autres virus pathogènes pour l'humain : le virus de la fièvre hémorragique de Crimée-Congo, le virus de la maladie du mouton de Nairobi, le virus de Dugbe et le virus de Kasokero. Il n’est pas encore classé comme espèce ou souche d'une espèce à définir.
La maladie de Yezo qu'il cause se caractérise par une forte fièvre, un dysfonctionnement hépatique, une thrombocytopénie et une leucopénie (respectivement une diminution des plaquettes sanguines et des leucocytes).
Les patients infectés par le virus de Yezo sont souvent coinfectés par des bactéries Borrelia, responsables de la maladie de Lyme.